# Ellenpontok
Az Ellenpontok magyar nyelvű szamizdat folyóirat, mely Nagyváradon (Románia) jelent meg 1982-ben.

## Alapítói, tartalma
Alapítója Ara-Kovács Attila filozófus, aki a lap nyolc számát Tóth Károly Antallal, Szőcs Gézával, Tóth Ilonával és Keszthelyi Andrással együtt szerkesztette. A folyóiratot az akkori magyar és lengyel szamizdat kiadványok, illetve ellenzéki mozgalmak inspirálták. Ara-Kovács Attila személyes kapcsolatai a magyar Demokratikus Ellenzék vezetőivel, a Beszélő, a Hírmondó, a Demokrata stb. kiadványok szerkesztőivel nagyban meghatározta az Ellenpontok szellemi és technikai megvalósulását. A sokszorosítás az első hat szám esetében írógéppel történt, a további számok pedig stencillel készültek. Az egyes lapszámok terjedelme általában 50-70, sűrűn gépelt oldalt tett ki.
A szerkesztők 1982 nyarán Memorandumban, illetve egy Programjavaslatban bírálták a kelet-európai rezsimek emberjogi – s ezen belül a kisebbségekkel szembeni – elnyomó politikáját. Minthogy az adott időszakban főként Romániában történtek a legdurvább emberjogi visszaélések, a dokumentumnak különös jelentőséget kölcsönöztek az abban megfogalmazott alternatív politikai követelések. A Memorandum és Programjavaslat eljutott az akkor épp Madridban ülésező Helsinki értekezlet megállapodásainak betartását ellenőrző madridi konferencia résztvevőihez, és egyik elindítója volt a Romániával szembeni nyílt nemzetközi bírálatoknak, illetve a Ceaușescu-rezsim elszigetelődésének. 
A román titkosrendőrség, a hírhedt Securitate 1982. november 7-én tartóztatta le az Ellenpontok szerkesztőit (köztük Szőcs Gézát még november 6-án kihallgatták, de elengedték, s december 9-én tudták újra elfogni), s többhetes, brutális kihallgatás után házi őrizetbe helyezték őket, de a nemzetközi tiltakozás hatására végül valamennyiük számára lehetővé tették az emigrációt. Ara-Kovács Attila és Keszthelyi András Budapesten él, Tóth Károly Antal és Tóth Ilona Svédországban. Szőcs Géza Svájcba távozott, de az 1989-es romániai változások után hazatért Erdélybe.
Az Ellenpontok csak igen szűk, értelmiségi körben tudott ismertté válni, de részben a Szabad Európa Rádió magyar nyelvű adása, részben pedig a magyarországi szamizdat kiadványok híradása alapján főbb üzenetei mégis sokakhoz eljutottak. Jellemző az is, hogy Romániában az Ellenpontok volt az egyetlen szamizdat kiadvány, melynek a diktatúra által teremtett nyomasztó közállapotok dacára sikerült hónapokon át megjelennie.

## Fő szerkesztői betűrendben
- Ara-Kovács Attila
- Keszthelyi András
- Szőcs Géza
- Tóth Károly Antal
- Tóth Ilona (Tóth Károly Antal felesége).

Sokan adtak az Ellenpontokhoz írást, köztük Tőkés László; Tamás Gáspár Miklós; Molnár János református teológus, költő, író, aki ma Szegeden él és alkot.

## Állományadatok
1. sz. 1982 március antedatálva 1981. decemberre (emberi jogok)
2. sz. 1982 április antedatálva 1982 márciusra (emberi jogok)
3. sz. 1982 május (Lăncrănjan-szám)
4. sz. 1982 június (vallás és egyházak kérdései)
5. sz. 1982 július (nemzetiségi elnyomás)
6. sz. 1982 augusztus (a román állampolitika hagyományaiból)
7. sz. 1982 szeptember (Memorandum)
8. sz. 1982 október (Programjavaslat)